# Кріс Нот
Кріс Нот (англ. Chris Noth; нар. 13 листопада 1954, Медісон, Вісконсин) — американський телевізійний актор. Він найбільш відомий за роллю Майкла Логана в серіалі «Закон і порядок», Супермена, коханого головної героїні серіалу «Секс і місто» і Пітера Флорріка в серіалі «Хороша дружина».

## Біографія
Крістофер Девід Ноут (вимовляється саме Ноут, прізвище має ельзаські коріння) народився 13 листопада 1954 року в Медісоні, штат Вісконсин, США. Молодший з трьох братів. У молодості багато подорожував Англією, Югославією та Іспанією і навіть жив там деякий час, втім, ніде не затримувався надовго. Його мати — репортер компанії CBS.
Кріс закінчив Школу драматичного мистецтва Єльського університету. Перша помітна поява на екрані — маленька роль у фільмі «Off Beat» у 1981 році. Після нього він ще протягом 4 років грав невеликі ролі в кіно і телесеріалах. А потім одна кіностудія запропонувала йому серйозну роль у відомому тепер серіалі «Закон і порядок», де він грав детектива Майка Логана. Кріс чудово вжився в роль і довів свою акторську майстерність до досконалості. Його герой став центровим в серіалі. У 1995 році з ним не продовжили контракт. Для шанувальників це було справжнім шоком. Вони говорили, що з серіалу пішла душа. Але актор не сумував і продовжував зніматися в кіно і серіалах. У 1998 році був включений в акторський склад серіалу «Секс і місто».
У 2000 році з'явився в епізодичній ролі фільму «Вигнанець» з Томом Хенксом у головній ролі.
У 2001 році знявся в епізодичній ролі у трилері «Скляний будинок», де його партнеркою стала чарівна Лілі Собескі.
Його театральна кар'єра також вдала. Він грав в багатьох п'єсах, в тому числі і в хрестоматійному «Гамлеті».
Живе в Нью-Йорку. У Нота та його подруги Тари Вілсон є син. Актор є співвласником ресторану.
Його зріст 187 см.
Має номінацію на «Золотий Глобус», а також на кілька інших премій.

## Фільмографія
Актор
1. Праведниця — Вільям Бішоп (сезони 1—2)
2. Секс і місто 2/Sex and the City 2 (2010) — Супермен
3. Хороша дружина/The Good Wife, серіал, (2009—2010) — Пітер Флоррік
4. Justice League: Crisis on Two Earths (2010) (голос) — Lex Luthor
5. Frame of Mind (2009) — Steve Lynde
6. Мій єдиний/My One and Only (2009) — Dr. Harlan Williams
7. Law & Order: Criminal Intent — Detective Mike Logan (36 серій, 2005—2008)
8. Секс і місто/Sex and the City (2008) — Супермен
9. Ідеальний чоловік/The Perfect Man (2005) — Ben Cooper
10. Зубна фея/Tooth Fairy (2004) — Dad
11. Mr 3000 (2004) — Schiembri
12. Секс і місто/Sex and the City (серіал) — Супермен (у 41 серії, 1998—2004)
13. Агент під прикриттям/Bad Apple (2004) (TV) — Tozzi
14. This Is Your Country (2003) (TV) — Host
15. Юлій Цезар/Julius Caesar (2002), серіал (як Крістофер Нот) — Помпей
16. Searching for Paradise (2002) — Michael De Santis
17. Crossing Jordan — FBI Agent Haley/… (в 2 серіях, 2001)
18. Скляний будинок / The Glass House (2001) — дядько Джек
19. The Judge (2001) (TV) — Paul Madriani
20. Перевертом/Double Whammy (2001) — Chick Dimitri
21. Вигнанець/Cast Away (2000) — Jerry Lovett
22. The Acting Class (2000) — Martin Ballsac
23. Pigeonholed (1999) — Devon's Father
24. A Texas Funeral (1999) — Clinton
25. Getting to Know You (1999) — Sonny
26. The Confession (1999) — Campuso
27. Exiled (1998) (TV) — Detective Mike Logan
28. The Broken Giant (1998) — Jack Frey
29. Medusa's Child (1997) (TV) — Tony DiStefano
30. Cold Around the Heart (1997) — T
31. The Deli (1997) — Sal The Trash Man
32. Rough Riders (1997) (TV) — Craig Wadsworth
33. Touched by an Angel — Carl Atwater (1 серія, 1997)
34. Born Free: A New Adventure (1996) (TV) — Dr. David Thompson
35. Abducted: A Father's Love (1996) (TV) — Larry Coster
36. Ніщо не вічне/Nothing Lasts Forever (1995) (TV) — Dr. Ken Mallory
37. Закон і порядок/Law & Order (серіал) — Детектив Майкл Логан (в 111 серіях, 1990—1995)
38. Homicide: Life on the Street — NYPD Det. Mike Logan (в 1 серії, 1995)
39. Burnzy's Last Call (1995) — Kevin
40. Де мої діти?/Where Are My Children? (1994) (TV) — Cliff Vernon
41. In the Shadows, Someone's Watching (1993) (TV) (as Christopher Noth) — Dr. Ferris
42. Naked in New York (1993) — Jason Brett
43. Monsters — The Devil (1 episode, 1989)
44. A Man Called Hawk — Mr. Stringer / … (в 2 серіях, 1989)
45. Jakarta (1988) (as Christopher Noth) — Falco
46. Baby Boom (1987) (as Christopher Noth) — Yuppie Husband
47. I'll Take Manhattan (1987) TV mini-series (as Christopher Noth)
48. At Mother's Request (1987) (TV) — Steve Klein
49. Apology (1986) (TV) — Roy Burnette
50. Off Beat (1986) (as Christopher Noth) — Ely Wareham Jr.
51. Hill Street Blues — Off. Ron Lipsky (в 3 серіях, 1986)
52. Killer in the Mirror (1986) (TV) — Johnny Mathews
53. Інший світ — Dean Whitney (1988)
54. Waitress! (1982) (as Christopher Noth) — Cowley's Office
55. Smithereens (1982) — Prostitute

Продюсер
1. Bad Apple (2004) (TV)
2. The Judge (2001) (TV)

Сценарист
1. Exiled (1998) (TV)